# Annibale Brasola
Annibale Brasola (Galzignano Terme, 16 giugno 1925 – Vigonovo, 30 novembre 2001) è stato un ciclista su strada italiano.
Professionista dal 1947 al 1955, vinse tre tappe al Giro d'Italia e un Giro del Lazio.

## Carriera
Da dilettante vinse la Astico-Brenta nel 1945 e La Popolarissima nel 1945 e nel 1946. Da professionista corse per la Wilier Triestina, la Lygie, l'Atala, la Bottecchia, la Benotto e la Torpado, distinguendosi come velocista ed aggiudicandosi tre tappe al Giro d'Italia tra il 1950 e il 1954 e il Giro del Lazio-Trofeo Corosport 1949.
Anche il fratello Elio fu ciclista professionista.

## Palmarès
- 1945 (dilettante)

La Popolarissima
Astico-Brenta
- 1946 (dilettante)

La Popolarissima
- 1949 (Bottechia, due vittorie)

Giro del Lazio-Trofeo Corosport
Corsa Nazionale
- 1950 (Lygie-Pirelli, tre vittorie)

Trofeo Bottecchia
17ª tappa Giro d'Italia (Campobasso > Napoli)
3ª tappa Giro dei Due Mari (Novi Ligure)
- 1952 (Bottechia, due vittorie)

5ª tappa Giro d'Austria (Vienna)
16ª tappa Giro d'Italia (Genova > Sanremo)
- 1954 (Torpado, una vittoria)

14ª tappa Giro d'Italia (Torino > Brescia)

## Piazzamenti

### Grandi Giri
- Giro d'Italia

1949: 59º
1950: 52º
1951: 66º
1952: 59º
1953: 68º
1954: 58º

### Classiche monumento
- Milano-Sanremo

1948: 31º
1950: 72º
1951: 75º
1952: 37º
1954: 72º
- Giro di Lombardia

1945: 36º
1947: 23º
1948: 19º
1953: 17º
1954: 17º